# Quatuor à cordes no 6 de Bartók
Pour les articles homonymes, voir Quatuor à cordes no 6.
Le Quatuor à cordes no 6 en ré majeur, Sz. 114 est un quatuor à cordes composées en 1939 par le compositeur hongrois Béla Bartók.

## Contexte historique
Il a été composé à Saanen en Suisse puis à Budapest, où Béla Bartók doit retourner précipitamment du fait du conflit naissant et de la maladie de sa mère, d'août à novembre 1939, soit 4 ans après le cinquième quatuor. Il s'agit de la dernière œuvre de l'artiste en Hongrie, un «adieu presque lisztien à la patrie bien-aimée» avant que ce dernier ne quitte son pays pour les États-Unis. Il est dédié au Quatuor Kolisch, et a été créé à New York le 20 janvier 1941.
Il se compose de quatre mouvements et son exécution demande un peu moins d'une demi-heure. Chaque partie débute par une mélodie lente et mélancolique (Mesto), présentée par chaque instrument du quatuor, qui envahit progressivement chaque mouvement pour former la totalité du dernier. 
1. Mesto - vivace
2. Mesto - Marcia
3. Mesto : burletta - Moderato
4. Mesto

## Discographie
- Quatuor Gertler (1946) Decca AK 1433, premier enregistrement de l'œuvre[2].
- Quatuor Juilliard (1949[3], 1963[4] et 1981, CBS/Sony[5]) (OCLC 49522504), (OCLC 941808603 et 223190890) ;
- Quatuor Végh (1952, Les Discophiles français/EMI ; 1972, Valois[6]) (OCLC 610854087 et 956266318) ;
- Quatuor Hongrois (juin/juillet 1955, Testament ; 1961, DG[7]) (OCLC 701033628) ;
- Quatuor de Tokyo (1975–1980, DG[8] ; 1993–1995, RCA[9]) (OCLC 990066007 et 35053963) ;
- Quatuor Takács (1984, Hungaroton[10] ; 1996, Decca[11], également en DVD vidéo) (OCLC 837502356), (OCLC 75205419 et 491589328);
- Quatuor Keller (novembre 1993/décembre 1994, Erato)[12] (OCLC 659237780) ;